# エルヴィン・クニッピング
エルヴィン・クニッピング（ドイツ語: Erwin Rudolph Theobald Knipping、1844年4月27日 - 1922年11月22日）は、プロイセン王国（現:ドイツのノルトライン＝ヴェストファーレン州）クレーヴェ出身の技師、航海士。明治時代初年に日本でお雇い外国人として来日し、1883年（明治16年）6月1日、日本で初めて天気図を作成し気象予報を行った。また、当時の日本で気圧の単位として使われていた水銀柱インチを水銀柱ミリメートルに変更するよう提唱した人物でもある。

## 概要
1844年4月27日にプロイセン王国のクレーヴェに生まれ、オランダのアムステルダムの商船学校を卒業し、船舶の運転士となる。蒸気船クーリエ号にて極東へ来航した。
たまたま乗船していた船が日本に売却されることになり、1871年（明治4年）に東京で下船。後に開成学校（現:東京大学）でドイツ語、数学を教えた。
1876年、逓信局で日本の船員を教育することになったが、船舶から収集した気象報告や、地方測候所、灯台にある気象の資料を基に調査をし、暴風を知らせる暴風警報を創設する建白書を明治政府に提出した。1881年に内務省のお雇い外国人となり、1882年に東京気象台に入る。1883年5月26日には日本で初めての暴風警報を発令し、同年6月1日に日本で初めて天気予報を行った。
1891年にドイツに帰国し、ハンブルクにある気象台の助手を務めた。その後東アジア協会（ドイツ東亜博物学民族学協会）の雑誌で日本の気象や暴風の特徴について述べた論文を発表した。

## 日本語訳
- 『クニッピングの明治日本回想記』 小関恒雄・北村智明訳、玄同社、1991年